# Amore mio aiutami
Pour plus de détails, voir Fiche technique et Distribution.
Amore mio aiutami est un film italien réalisé par Alberto Sordi, sorti en 1969.

## Fiche technique
- Titre : Amore mio aiutami
- Réalisation : Alberto Sordi
- Scénario : Alberto Sordi, Rodolfo Sonego et Tullio Pinelli
- Photographie : Carlo Di Palma
- Montage : Franco Fraticelli
- Musique : Piero Piccioni
- Pays d'origine : Italie
- Genre : comédie
- Date de sortie : 1969

## Distribution
- Alberto Sordi : Giovanni Macchiavelli
- Monica Vitti : Raffaella Macchiavelli
- Silvano Tranquilli : Valerio Mantovani
- Laura Adani : Elena
- Ugo Gregoretti : Michele Parodi
- Karl-Otto Alberty : Bauer